# Blue Anchor Line

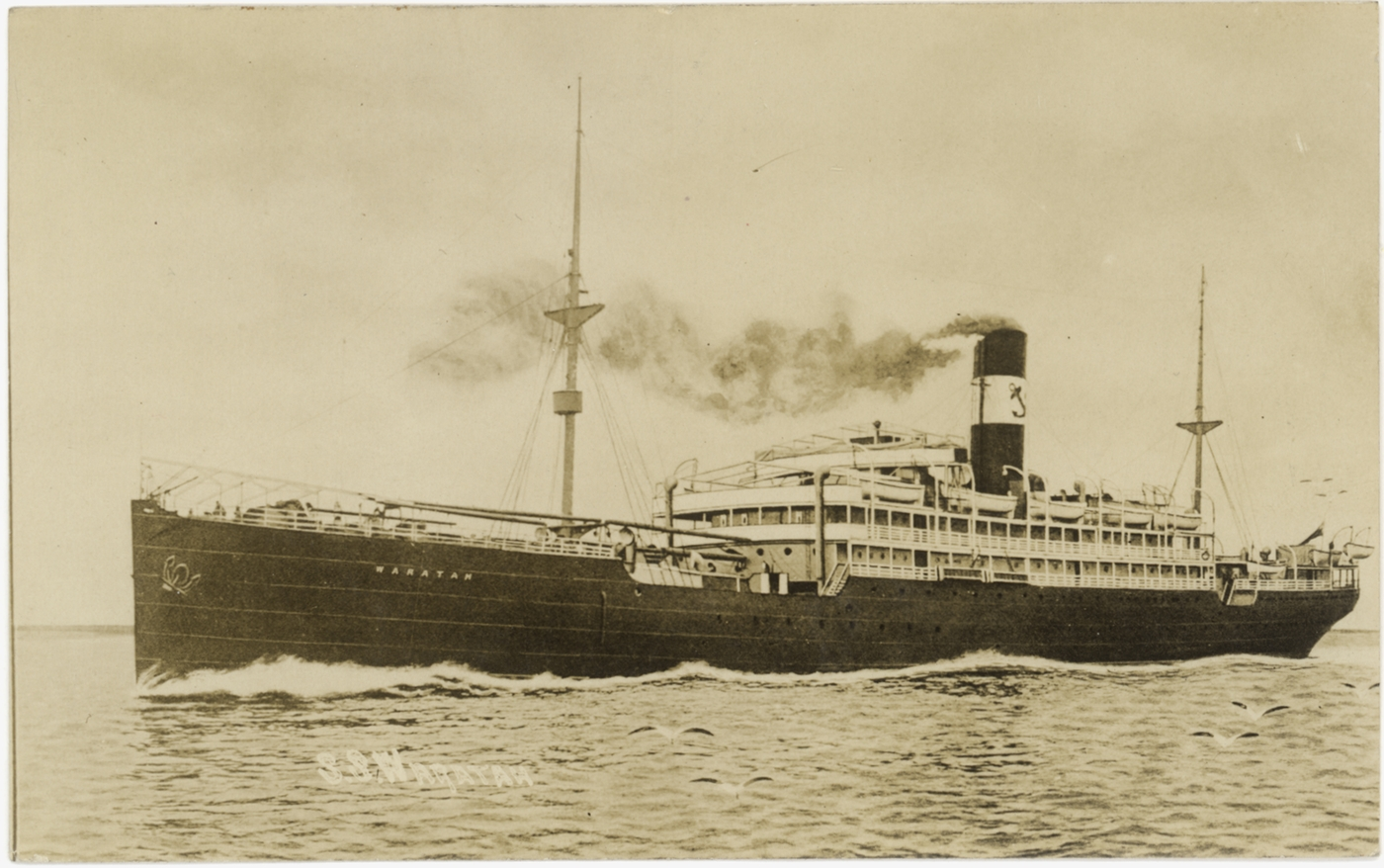
Il Waratah in navigazione

La Blue Anchor Line è stata una compagnia di navigazione britannica. Operava principalmente sulle rotte tra Regno Unito, Sudafrica e Australia. La compagnia rischiò di fallire nel 1910 dopo la scomparsa in mare l'anno precedente della sua nave ammiraglia, il Waratah, mai più ritrovato. La Blue Anchor Line andò quindi in liquidazione e cessò di esistere.

## Storia
La Blue Anchor Line venne fondata a Londra nel 1869 da Wilhelm Lund, un armatore di origine danese. La compagnia ebbe sin da subito uno scopo prevalentemente commerciale, concentrandosi sui commerci con l'Australia e la Cina. L'apertura del canale di Suez causò un crescente disinteresse per le rotte cinesi, e la compagnia si concentrò invece sulle rotte australiane, sempre più trafficate per via delle masse di emigranti europei.
Fino al 1880 la Blue Anchor Line usò prevalentemente velieri, ma dopo quella data li rimpiazzò con battelli a vapore; entro il 1890 la flotta della compagnia era interamente composta da navi moderne. Nei primi anni del XX secolo i piroscafi della compagnia ebbero un sempre maggior successo, segnatamente il Geelong; venne allora realizzata una sua nave gemella, il Waratah, varato nel 1908.
Durante il suo secondo viaggio, il Waratah scomparve senza lasciare traccia lungo le coste del Sudafrica, e né il suo relitto né alcuno dei suoi passeggeri vennero mai ritrovati. L'evento, unito alla poco trasparente immagine che la Blue Anchor Line diede di sé nel corso della conseguente inchiesta, portarono la compagnia a subire un grosso calo di popolarità. Nel 1910 quindi, prospettando un ormai prossimo fallimento, i proprietari Albert e Frederick Lund liquidarono l'intera flotta alla rivale P&O; di conseguenza, la compagnia cessò di esistere.